# 安永鮮物
安永鮮物是臺灣一家健康超市，在2012年由郭智輝於臺北創立，為崇越科技旗下生鮮通路品牌。

## 門市據點

### 安永鮮物│直營門市據點
| 名稱               | 地址                                                                  | 電話          | 營業時間                                                                                                |
| 松山運動中心店     | 台北市松山區敦化北路1號1樓 (松山運動中心內，入口於八德路上、台視對面) | (02)2570-5698 | ►門市 08:30-21:00 ►吧檯 09:00-17:00 提供餐點及咖啡販售服務                                              |
| 國泰新竹健康園區店 | 新竹市北區武陵路189號                                                 | (03)533-5606  | (週一~週六)：09:00-20:00；週日公休 提供餐點及咖啡販售服務                                               |
| 裕隆城店           | 新北市新店區中興路三段70號B1 (誠品生活 新店店)                        | (02)2916-1218 | ►週日~週四 11:00-21:30 ►週五、週六 11:00－22:00 提供熟食餐點及咖啡販售服務 提供羊肉爐個人套餐(冬季限定) |
| 美麗華店           | 台北市中山區敬業三路20號B1 (美麗華百樂園B1)                           | (02)8501-5768 | 11:00-22:00 提供熟食餐點及咖啡販售服務 提供羊肉爐個人套餐(冬季限定)                                     |
| 總部店             | 台北市內湖區堤頂大道二段483號                                         | (02)2799-5596 | ►週一~週五 07:30-19:00 ►週六 9:00~19:00；週日公休 提供餐點及咖啡販售服務 提供羊肉爐個人套餐(冬季限定)   |
| 三民店             | 台北市松山區三民路31號(三民健康路口)                                  | (02)2748-6858 | 09:30-21:00 提供咖啡販售服務                                                                            |
| 新板店             | 新北市板橋區縣民大道二段66號1樓 (誠品生活 新板店)                     | (02)2956-0070 | 11:00-22:00 提供咖啡販售服務                                                                            |
| 四維店             | 台北市大安區四維路170巷12號                                           | (02)2706-3136 | 10:00-21:00 提供咖啡販售服務                                                                            |
| 新竹店             | 新竹市東區關新路59號                                                  | (03)577-3368  | 10:00-21:00 提供咖啡販售服務                                                                            |
| 大直明水店         | 台北市中山區明水路569號                                               | (02)2533-0080 | 09:00-21:30 提供咖啡販售服務                                                                            |
| 安和店             | 台北市大安區安和路一段111號1樓                                        | (02)2708-0576 | ►週一至週五 08:00-21:00 ►週六日及例假日 09:00-21:30 提供咖啡販售服務                                    |
| 內湖店             | 台北市內湖區成功路四段178號1樓 (双湖匯一樓、捷運內湖站1號出口)        | (02)2790-8006 | 09:00-22:00 提供咖啡販售服務                                                                            |
| 中正婦幼店         | 台北市中正區福州街11之3號 (台北市立聯合婦幼醫院第二院區對面)          | (02)2396-2336 | 09:30-21:00 提供咖啡販售服務                                                                            |
| 信義複合店         | 台北市信義區松勤街100號1F (台北市信義運動中心)                        | (02)2723-1811 | 07:30-22:00 提供咖啡販售服務                                                                            |

### 安永鮮食/Blue Fish/學長的店│直營餐廳據點
| 名稱           | 地址                                                  | 電話                    | 營業時間                                                                                  |
| 安永鮮食台醫店 | 台北市中正區中山南路7號B1美食街                       | (02)2395-2128           | 10:30-20:00                                                                               |
| 安永鮮食北榮店 | 台北市北投區石牌路二段201號                           | (02)2876-6326           | 10:00-19:00                                                                               |
| Blue Fish Bar  | 台北市中山區樂群三路200號5樓                          | 訂位專線：(02)8502-1178 | ►平日(一/二/三/四/日)：11:00~21:30 ►例假日前一天 (五/六)：11:00~22:00                     |
| 學長的店       | 新北市三峽區大學路151號 (台北大學三峽校區心湖會館)    | (02)8671-2728           | ►周二、三、四、六、日 ►周一及周五公休 ►平日營業時間：8:30-17:30 ►假日營業時間：8:00-18:00 |
| MD創作料理     | 台北市大安區基隆路三段長興街口 (台大校園內明達館一樓) | 訂位專線：(02)2362-0658 | ►周二至周六 11:30-14:30、17:30-21:30 ►周日及周一公休                                      |

### 安永樂活│安永心食館 觀光工廠
| 名稱       | 地址                        | 電話        | 營業時間                  |
| 安永心食館 | 宜蘭縣蘇澳鎮中山路二段415號 | 0800-533699 | 09:00-20:00（逢周四公休） |

## 外部連結
- 安永鮮物 （页面存档备份，存于）
- 安永生活事業股份有限公司台灣公司資料 （页面存档备份，存于）
- 安永鮮物的Facebook專頁
- YouTube上的安永鮮物頻道